# Joalsiae Llado
Joalsiae Llado (* 27. November 1974 in Bordeaux) ist eine ehemalige französische Langstreckenläuferin.

## Leben
1996 kam sie bei den Crosslauf-Weltmeisterschaften in Stellenbosch auf Platz 67, wurde französische U23-Meisterin über 5000 m und im Crosslauf und stellte über 5000 m mit 15:52,39 min einen nationalen U23-Rekord auf.
1997 gewann sie bei den Crosslauf-Europameisterschaften in Oeiras Gold sowohl in der Einzel- wie auch in der Teamwertung. Im Jahr darauf stellte sie über 5000 m zwei französische Rekorde (15:16,13 min und 15:11,26 min) auf, erreichte aber bei den Leichtathletik-Europameisterschaften in Budapest über diese Distanz nicht das Ziel. 1999 belegte sie bei den Crosslauf-Weltmeisterschaften in Belfast auf der Kurzstrecke den 69. Platz und stellte beim Médoc-Marathon den aktuellen Streckenrekord auf.
Über die Hintergründe ihrer Entscheidung, ihre sportliche Karriere im Jahr 2000 zu beenden, gab sie in einer Fernsehreportage von Pierre Morath Auskunft, die am 17. April 2008 im Schweizer Sender TSR 2 unter dem Titel Tu seras champion mon fils! ausgestrahlt wurde und sich mit der Problematik von Eltern, die ihre Kinder um jeden Preis zu Spitzensportlern machen möchten, befasste. Darin berichtete sie, dass sie von ihrem Vater, der sie seit ihrer Kindheit trainiert hatte, körperlich misshandelt und, seitdem sie 18 Jahre alt war, auch sexuell missbraucht worden war.
Joalsiae Llado lebt heute in der Nähe von Lausanne, wo sie ein Sportzentrum leitet.

## Persönliche Bestzeiten
- 3000 m: 8:49,98 min, 29. Juli 1998, Paris
- 5000 m: 15:11,26 min, 14. Juli 1998, Rom
- Halbmarathon: 1:15:51 h, 6. April 1997, Bordeaux
- Marathon: 2:38:34 h, 4. September 1999, Pauillac